# Cherokee (Web服务器)
Cherokee是一个高性能、灵活、易用的开源Web服务器软件，可以在Linux、Solaris、Mac OS X，和Windows等操作系统上运行，除了其他Web服务器软件具有的功能外，Cherokee包含了一个名为cherokee-admin的Web配置界面，可以轻易的搭建Web服务器。

## 特点

### Web应用程序
Cherokee支持下列动态脚本语言与接口技术：
- FastCGI
- SCGI
- PHP
- Ruby on Rails
- ColdFusion
- GlassFish
- Django
- CGI
- 影音串流

### Web服务器功能
- TLS和SSL [2]
- 虚拟主机[3]
- Authentication via htdigest, htpasswd、LDAP、MySQL、PAM, Plain, and Fixed list. [4]
- Apache兼容日志格式[5]